# (105) Àrtemis
(105) Artemis és un asteroide del cinturó principal que va ser descobert per J.C. Watson el 16 de setembre de 1868, en Ann Arbor, Michigan.
Posteriorment ser nomenat Àrtemis, la deessa de la caça i de la Lluna en la mitologia grega.
S'han informat de diverses ocultacions estel·lars artemisianes. Es va observar una ocultació de l'estrella HD 197999 en 1982, que va donar una longitud de corda estimada de 110 km.
És un asteroide de tipus C, el que significa que és molt fosc i compost de material carbonós. Encara que es comparteix una òrbita similar a la família Phocaea dels asteroides de tipus S, la seva classificació no inclou al (105) Artemis.
En 1988, aquest objecte va ser detectat amb el radar de l'observatori d'Arecibo a una distància d'1,07 ua. La secció transversal de radar mesurat va ser de 1.800 km².
Les mesures fotomètriques d'aquest asteroide dutes a terme el 2010 a l'Organ Mesa Observatory de Las Cruces, Nou Mèxic, va produir una corba de llum irregular amb un període de 37.150 ± 0,001 hores. Durant cada rotació, la brillantor varia 0,16 ± 0,01 en magnitud.
Basat en les dades de radar, la densitat estimada dels sòlids prop de la superfície de l'asteroide és de 3.0+0.9−0.8  g cm−3.
Les observacions més refinades per l'Observatori d'Arecibo, publicat en 2006, va mostrar una superfície complexa amb diferents albedo. L'anàlisi dels espectres de (105) Artemis mostra la presència de minerals hidratats en alguns angles de rotació, però no a altres.